# 孔雀座β
孔雀座β，又名CP-66 3501，HD 197051、SAO 254862、HR 7913，是孔雀座的一颗恒星，亮度為 3.42 视星等，是這個星座裡第二亮的星星。位于銀經328.96，銀緯-36.01，其B1900.0坐标为赤經20h 35m 57s，赤緯-66° -36.01′ 45″。它是一顆光譜型為A7III的白巨星，核心內的氫已經全部耗盡，渡過了恆星的主序帶，並且在經過膨脹之後經已冷卻。它距離太陽系大約135光年。